# 島津忠貞
島津 忠貞（しまづ たださだ、弘化2年1月10日（1845年2月16日） - 明治40年（1907年）6月27日）は、日本の政治家。衆議院議員。

## 来歴
信濃国水内郡飯山城下に飯山藩士の子として生まれる。幼名は謹二。明治維新後、戸長となる。第6大学区第15中学区第4小区の取締役、長野師範学校監事を歴任し、第二十四国立銀行の取締役となる。
自由民権運動に参加し、明治12年（1879年）長野県会議員に当選し、県会常置委員に推挙され、のち議長となる。同15年（1882年）北信自由党を結成。自由党系地方政党としては全国有数規模であった。
同18年（1885年）長野県産牛馬組合創立に際して本部会議長となり、翌年（1886年）長野県蚕糸業組合委員会の議長となり、蚕糸業中央部会議を東京に開くにあたり、総代として上京し、副議長に推挙される。同22年（1889年）憲法発布式に列し、紀念章を授かる。
同23年（1890年）第1回衆議院議員総選挙に当選し、初代の代議士となる。日清戦争開戦の戦費に協賛し、銀盃を賜る。その他、日本赤十字社長野県委員を務めた。また信越線敷設に尽力した。